# Teljes kiőrlésű gabona

A teljes gabonaszem felépítése (bran=héj, germ=csíra)

A teljes kiőrlésű gabona bármely gabona és álgabona olyan magja, amely endospermiumot, csírát és korpát tartalmaz, ellentétben a finomított szemekkel, amelyek csak az endospermiumot tartják meg.
Az egészséges étrend részeként a teljes kiőrlésű gabonák fogyasztása számos betegség kockázatát csökkenti. A teljes kiőrlésű gabona szénhidrát, számos tápanyag és élelmi rost forrása.

## Fajtái
A teljes kiőrlésű gabonából származó tápanyagforrások a következők:

### Gabonafélék
- Búza (tönkölybúza, tönkebúza, alakor, kamut, durumbúza)
- Rizs (fekete, barna, vörös és más színű rizsfajták)
- Árpa (hántolatlan és hántolt, de nem gyöngy)
- Kukorica
- Rozs
- Zab (beleértve a héj nélküli vagy csupasz zabot is)

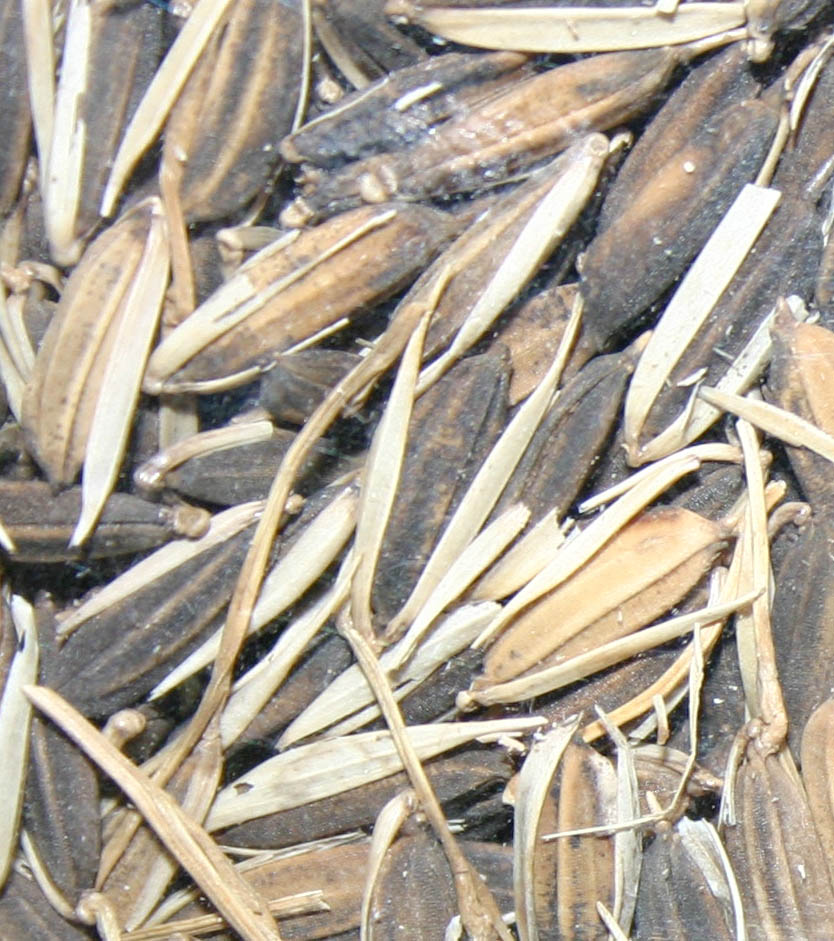
Afrikai rizs ehetetlen héjában (mag rizs, kihajt)

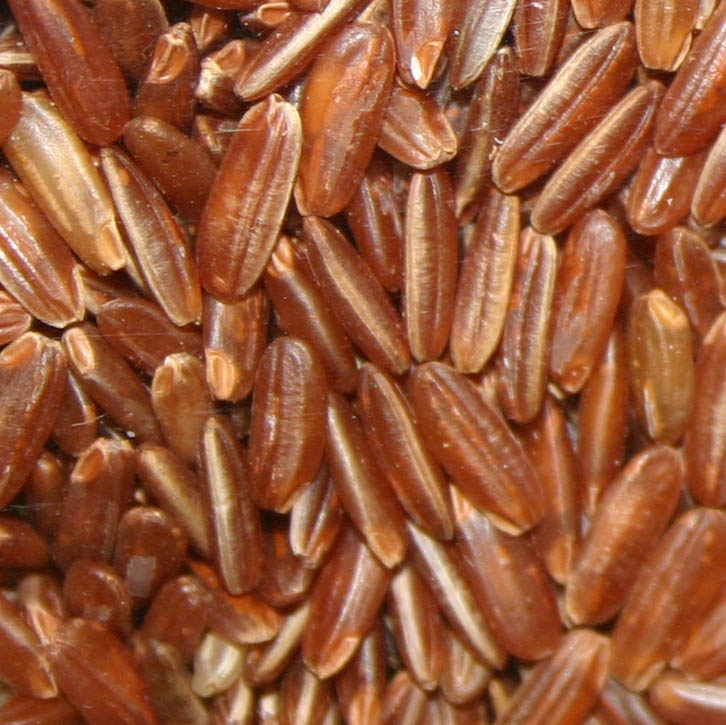
Ugyanaz a rizs, hántolt (teljes kiőrlésű rizs, színe fajtánként változik)

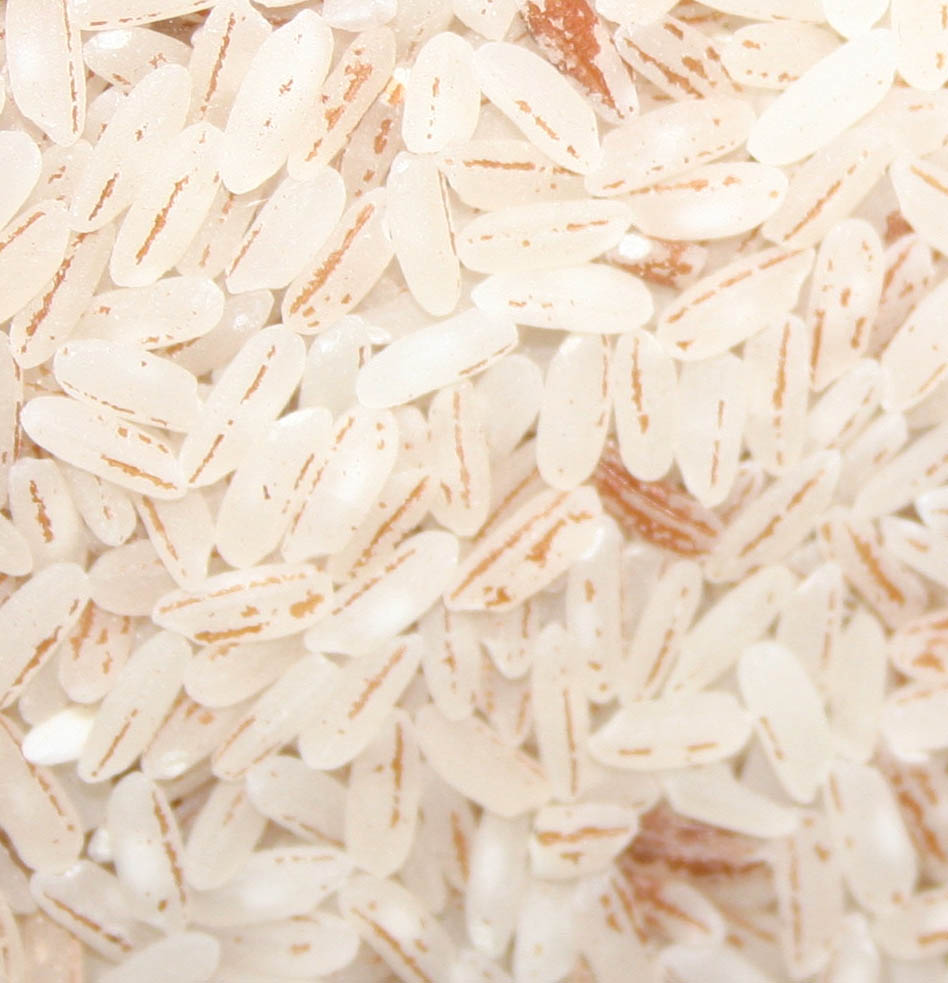
Ugyanaz a rizs, szinte minden korpa és csíra el van távolítva a fehér rizs előállításához

### Kisebb jelentőségű gabonafélék
- Köles
- Cirok
- Tőtippan
- Tritikálé
- Fénymag
- Könnyfű
- Fonio, fekete fonio, ázsiai köles
- Vadrizs

### Álgabonafélék
- Disznóparéj
- Hajdina, tatárhajdina
- Kinoa

## Egészségre gyakorolt hatásai

### Tápérték
A teljes kiőrlésű gabonák többféle tápanyag és élelmi rost forrásai, gyermekek és felnőttek számára ajánlott napi több adag teljes kiőrlésű gabonát tartalmazó élelmiszer fogyasztása. A teljes kiőrlésű gabonák a reggeli gabonapelyhek összetevőiként előmozdítják a mikroelemek jobb bevitelét és számos betegség kockázatának csökkentését. A gyomor-bélrendszer egészségére, az elhízás kockázatára és az agyműködésre gyakorolt hatásaik további értékelést igényelnek.
A gabonák fehérjéi rossz minőségűek az esszenciális aminosavak, főleg a lizin hiánya miatt, aminek kompenzálására általában a gabonafélék más táplálékforrásból (főleg hüvelyesekből) származó fehérjével való kiegészítését (komplektálás) használják, mivel egyetlen esszenciális aminosav korlátozása a többiek lebomlását és kiürülését okozza, ami különösen káros a növekedési időszak alatt. Ezzel szemben az álgabonafélék fehérjéi magas tápértékkel rendelkeznek, közel a kazeinéhez (a tej fő fehérjéje). A kinoa és az amaránt magas fehérjetartalmuk és minőségük miatt a legtáplálóbb gabonafélék, magas lizin- és más esszenciális aminosavtartalommal.

### Betegségek kockázata
Az Egyesült Államokban a meghatározott mennyiségben teljes kiőrlésű gabonát tartalmazó élelmiszerek gyártói számára engedélyezett a következő marketinges állítás használata: „A rosttartalmú gabonatermékekben, gyümölcsökben és zöldségekben gazdag, zsírszegény étrend csökkentheti bizonyos ráktípusok kockázatát, mely számos tényezővel összefüggő betegség”, és „Az alacsony telített zsír- és koleszterintartalmú, gyümölcsökben, zöldségekben és gabonatermékekben gazdag étrendek, amelyek bizonyos típusú élelmi rostot, különösen oldható rostot tartalmaznak, csökkenthetik a szívbetegségek kockázatát, mely számos tényezővel összefüggő betegség.” Azonban az Európai Élelmiszerbiztonsági Hatóság (EFSA) tudományos véleménye szerint a teljes kiőrlésű gabona állítólagos egészségre gyakorolt hatásai (a belek egészségére vagy a bélműködésre, a testtömeg-szabályozásra, a vércukor- és inzulinszintekre, a testsúlyszabályozásra, a vér koleszterinszintjére, a jóllakottságra, a glikémiás indexre, az emésztési funkcióra, a szív- és érrendszeri egészségre) nincsenek kellően igazolva, és nem állapítható meg ok-okozati összefüggés a teljes kiőrlésű gabona fogyasztása és a kockázati tényezők csökkenése között.
A teljes kiőrlésű gabonák fogyasztása az általános egészséges táplálkozás részeként, a magas élelmi rosttartalommal csökkentheti számos betegség kockázatát, beleértve a szívkoszorúér-betegséget, a stroke-ot, a rákbetegséget és a 2-es típusú cukorbetegséget, és csökkentheti az összes okból kifolyólagos halálozást. A teljes kiőrlésű gabonák rendszeres fogyasztása csökkentheti az emelkedett LDL- és trigliceridszintet, amelyek a szív- és érrendszeri betegségek kockázati tényezői. Ezenkívül néhány régebbi kutatás arra utal, hogy a teljes kiőrlésű gabonák fogyasztása fordítottan arányos a magas vérnyomással, a cukorbetegséggel és elhízással, összehasonlítva a finomított gabonákkal, amelyek mindegyike negatív hatást mutat a szív- és érrendszer egészségére nézve. Egy 2017-es vizsgálat azonban nem talált elegendő bizonyítékot a teljes kiőrlésű gabonák fogyasztása és a szív- és érrendszeri betegségek csökkent kockázata közötti kapcsolatra.
A fitátok, melyek a legtöbb növényben (elsősorban a korpában és a magban) a foszfort tárolják, tápanyagfelszívódást gátló anyagokként vannak számon tartva, mivel a vassal, magnéziummal, kalciummal, cinkkel kelátot képeznek. A fitátfogyasztás gátolja ezeknek az ásványi anyagoknak a felszívódását.
A lektinek, melyek egyike a legismertebb tápanyagfelszívódást gátló anyagoknak a gabonafélékben és hüvelyesekben, ismételten kimutatták, hogy számos káros hatásuk van az emberi szervezet működésére (különösen az autoimmun betegekre) azáltal, hogy növelik a bélfal áteresztőképességét.

### Gluténnel kapcsolatos aggályok
Genetikailag fogékony emberekben a glutén (búzában, árpában, rozsban, zabban és a rokon fajokban és hibridekben található fehérjék) lisztérzékenységet (cöliákia) válthatnak ki. A cöliákia a fejlett országok lakosságának körülbelül 1%-át érinti. Bizonyíték van arra, hogy a legtöbb esetet nem diagnosztizálják és nem kezelik. Az egyetlen ismert hatékony kezelés a szigorú, élethosszig tartó gluténmentes diéta. A kisebb jelentőségű gabonafélék és álgabonafélék észszerű alternatívát jelenthetnek a gluténtartalmú gabonafélék helyettesítésére azok számára, akiknek gluténmentes diétát kell követniük.
Míg a cöliákiát a búzafehérjékre adott reakció okozza, ez nem azonos a búzaallergiával. A gluténfogyasztás által kiváltott egyéb betegség a nem cöliákiás gluténérzékenység, (becslések szerint a lakosság 0,5–13%-át érinti), a gluténataxia és a dermatitis herpetiformis.
A glutén egy fehérjerésze, a gliadin is megtalálható a gabonában. A gliadin ellenáll az emésztőenzimeknek, érintetlenül érkezik meg a bélfal sejtjeihez és fokozza a bélfal áteresztőképességét. A fokozott bélfal-áteresztőképesség az olyan autoimmun betegségek gyökere, mint a cöliákia vagy I-es típusú cukorbetegség.
Az Amerikai Egyesült Államokban a teljes kiőrlésű termékek az összetevők listája alapján azonosíthatók. A „búzaliszt” (szemben a „teljes kiőrlésű búzaliszttel” vagy „teljes kiőrlésű liszttel”) mint első összetevő, nem jelzi egyértelműen a termék teljes kiőrlésű gabonatartalmát. Ha két összetevő szerepel gabonatermékként, de csak a második teljes kiőrlésűként, akkor a teljes termék 1% és 49% közötti teljes kiőrlésű gabonát tartalmazhat. Sok kenyér barna színű (gyakran melasszal vagy karamellel festik), és úgy néz ki, mint a teljes kiőrlésű, pedig nem az. Emellett egyes élelmiszergyártók teljes kiőrlésű összetevőket is beleraknak, de mivel nem ezek dominálnak, ezek nem teljes kiőrlésű termékek. A közhiedelemmel ellentétben a teljes kiőrlésű gabonák nem utalnak a rostokra, amelynek mennyisége gabonánként változik, és egyes termékekhez olyan dolgokat is hozzáadhatnak, mint a korpa, borsó vagy más élelmiszerek a rosttartalom növelése érdekében.
Az AACC (Amerikai Gabonavegyészek Szövetsége) definíciója szerint: „A teljes kiőrlésű gabona ép, őrölt, tört vagy pelyhesített szemekből kell álljon, amelyeknek fő összetevői – a keményítőtartalmú endospermium, csíra és korpa - ugyanolyan arányban vannak jelen, mint az ép szemekben.”

### Amerikai szabványos megnevezések
A következő elnevezések teljes kiőrlésű termékekre utalnak a szövetségi kormányzat szerint:
- Teljes kiőrlésű kenyér
- Egész köles
- Teljes kiőrlésű zsemle
- Teljes kiőrlésű makaróni
- Teljes kiőrlésű spagetti
- Teljes kiőrlésű cérnametélt
- Tört búza (összetevőként, nem a név részeként)
- Zúzott búza
- Teljes kiőrlésű liszt
- Graham-liszt (összetevőként, nem a név részeként)
- Teljes búzaliszt
- Brómozott teljes kiőrlésű búzaliszt
- Teljes durumliszt
- Bulgur (megjegyzendő, hogy a bulgur nem feltétlenül jelöl teljes kiőrlésű gabonát, és nem azonos a tört búza megnevezéssel)

### Kanadai szabványos megnevezések
Számos gabonaféle létezik, például gabonafélék (pl. búza, rizs, zab, árpa, kukorica, vadrizs és rozs), valamint álgabonafélék (pl. kinoa és hajdina), amelyek teljes kiőrlésű gabonának nevezhetők.
Amikor a búzát megőrlik, hogy lisztet készítsenek, a szem részeit általában elválasztják, majd újrakombinálják, hogy meghatározott típusú lisztet állítsanak elő, például teljes kiőrlésű lisztet, fehér sütemény- és cukrászlisztet, valamint univerzális fehér lisztet. Ha a mag minden részét ugyanolyan arányban használják fel, mint az az eredeti magban volt, akkor a liszt teljes kiőrlésűnek minősül.
Az élelmiszer- és gyógyszerszabályozás értelmében a mag legfeljebb 5%-a eltávolítható az avasodás csökkentése és a teljes kiőrlésű liszt eltarthatóságának meghosszabbítása érdekében. A magnak az e célból eltávolított része a csíra nagy részét és a korpa egy részét tartalmazza. Ha a magnak ezt a részét eltávolítják, a liszt többé nem tekinthető teljes kiőrlésűnek.

### Az Egyesült Királyság névszabályozása
Az Egyesült Királyságban a wholemeal a teljes kiőrlésű gabonára vonatkozó, jogilag védett kifejezés (és nem a wholegrain). Vannak önkéntes irányelvek arra vonatkozóan, hogy mit lehet teljes kiőrlésű termékként címkézni.

## Fordítás
Ez a szócikk részben vagy egészben  a   Whole grain című angol Wikipédia-szócikk ezen változatának fordításán alapul.  Az eredeti cikk szerkesztőit annak laptörténete sorolja fel. Ez a jelzés csupán a megfogalmazás eredetét és a szerzői jogokat jelzi, nem szolgál a cikkben szereplő információk forrásmegjelöléseként.